# Voskehask
Voskehask (in armeno Ոսկեհասկ?) è un comune di 1 958 abitanti (2008) della provincia di Shirak in Armenia.